# Минея
Мине́я, (церк.-слав. минíа; от греч. μηναῖα — мн. ч. от μηναῖον — «месячный, одномесячный, длящийся месяц»; от βιβλίον μηναῖον — месячная книга или τροπολόγιον μηναῖον — месячный Тропологий) — в православии общее название для церковнослужебных (предназначенных для богослужения) сборников, содержащих службы неподвижных (приходящихся на фиксированные даты) праздников церковного года (церковнослужебные минеи), а также че́тьих (предназначенных для домашнего или келейного чтения) сборников, содержащих тексты житийного и поучительного характера (Четьи-Минеи).

## Различные минеи

### Церковнослужебные
- Месячная минея (она же Служебная минея или просто Минея) — минея, содержащая службы святым на каждый день года. Обычно разделяется на 12 томов по числу месяцев.
- Праздничная минея (иногда называется также Анфологий) — минея, содержащая службы наиболее важных праздников. Эти службы выбраны из Месячной минеи — Праздничная минея является краткой разновидностью Месячной минеи. Состав Праздничной минеи неустойчив, кодифицированного перечня праздников, службы которых входят в её состав, не существует.
- Общая минея — минея, содержащая общие, «типовые» службы ликам святых (пророку, апостолу, нескольким апостолам, святителю, нескольким святителям и т. п.), которые используются при отсутствии Месячной минеи или если служба конкретному святому не была составлена.
- Дополнительная минея — минея, содержащая преимущественно службы новопрославленным святым, новомученикам и исповедникам Церкви Русской. Появилась в 2005 году[1].

### Четьи
- Четьи-минеи (они же Минеи четьи) — минеи предназначенные для домашнего или келейного чтения. Являются аналогом книг Житий святых на каждый день года. Обычно также издаются в виде собрания двенадцати месячных томов (см. также «Великие Четьи-Минеи»). «Про́лог» — краткая редакция Четьих-Миней, обычно издаваемая в четырёх трёхмесячных томах, по числу времён года.

## Основное содержание
Календарную основу Минеи составили праздники константинопольского происхождения. В византийскую Месячную минею вошли тексты, созданные авторами константинопольской достудийской (Андрей Критский, Герман Константинопольский), палестинской (Иоанн Дамаскин, Косма Маюмский), константинопольской студийской (Феодор Студит, Климент, Феофан Начертанный, Иосиф Песнописец и др.) и итало-греческой (с конца X—XI веков; Нил Россанский, Варфоломей Младший) традиций.
Базовый состав каждого последования образуют гимнографический канон, седален, три стихиры, к которым могут прибавляться кондак, дополнительные стихиры и седальны, светилен, отпустительный тропарь, в раннюю эпоху — блаженны (стихиры для пения на евангельских заповедях блаженства). С XII века в состав Минеи включаются краткие жития святых. В связи с исчезновением Паремийника как типа богослужебного сборника в состав Минеи также были включены чтения Ветхого Завета, положенные на службе дня.

## История

### Византия, Греция
Минея восходит к единому византийскому комплексу песнопений тропарно-стихирного типа, предположительно сложившемуся в VII веке и носившему название Тропологий (Τροπολόγιον). Тропологий включал последования как подвижного, так и неподвижного циклов. Впоследствии единый кодекс распался на минейную (тексты неподвижного годового круга, последования неподвижных праздников), триодную (тексты подвижного пасхального круга, последования подвижных праздников) части и Октоих (тексты седмичного круга, последования по дням недели).
Древнейшие сохранившиеся византийские минеи датируются концом IX—X веками.
В конце XVIII—XIX веках состав греческих миней кодифицируется благодаря изданиям миней Варфоломея Кутлумушского и кардинала Жана-Батиста Питры.

### Славянские страны
Первые славянские минеи относятся к концу IX — началу X веков и представлены Общей минеей, составленной учеником Кирилла и Мефодия Климентом Охридским, и Праздничной минеей (как разновидностью Служебной минеи), сложившейся в Первом Болгарском царстве также трудами учеников Кирилла и Мефодия — Климента Охридского, Константина Преславского, Наума Охридского и их последователей. Древнейшие известные списки славянских миней датируются XI веком. Праздничная минея кроме текстов, переведённых с греческого языка, включает оригинальные древнеболгарские тексты. Совмещение Праздничной и Общей минеи в конце IX — начале X веков позволило совершать утреню каждый день церковного года.
В X—XI веках путём дополнения и редактирования Праздничной минеи сложилась славянская Месячная минея. Это происходило в процессе византинизации славянского богослужения и его ориентации на константинопольские литургические образцы, что привело к вытеснению многих оригинальных древнеболгарских текстов Минеи переводными. Некоторые службы славянским святым первоначально были написаны на греческом языке, но до настоящего времени дошли только в славянских переводах. Например, древнейшие службы Кириллу Философу, Борису и Глебу, Иоанну Рыльскому).
В Средние века создавались особые богослужебные сборники, посвящённые славянским национальным святым, содержащие минейный материал, например сербский сборник «Сербляк», древнерусский сборник «Книга новых русских чудотворцев» (название может варьироваться).
Славянские минеи подверглись масштабному редактированию в XIV веке в связи с распространением Иерусалимского устава, в XVII веке — в результате книжной справы и в XIX—XX веках.
В современной богослужебной практике Русской православной церкви наибольшее распространение получило издание М., 1978—1989, дополненное значитительным количеством новых последований.

### Грузия
В XI веке происходит формирование древнегрузинских миней. В грузинской традиции известна Новая минея, содержавшая материал не на все дни церковного года, но при этом по объёму значительно превышавшая Тропологий. Новая минея послужила основой для более поздних полных служебных миней в древнегрузинской гимнографии.

## Иконопись
- Медиафайлы по теме Иконы-минеи на Викискладе

Икона-минея (также месячные святцы) — икона, содержащая изображения святых, почитаемых в определённый месяц. Иконы-минеи могут компоноваться в годовую икону, состоящую из икон-миней всех месяцев года.
- Минея февральская, конец XVI века
- Минея декабрьская, между 1750 и 1800
- Воскрешение Христово и Сошествие во ад с полугодовой минеей и чтимыми образами Богородицы, XIX век, Ферапонтов монастырь
- Минеи на год (в центре — Воскресение Христово, внутренний квадрат — двенадцать страстей Христовых), XIX век, Государственный музей палехского искусства